# No.1 Sentai Gozyuger
No.1 Sentai Gozyuger (ナンバーワン戦隊ゴジュウジャー Nanbā Wan Sentai Gojūjā?) (traducido como Escuadrón No. 1 Gozyuger) es el título de la 49.ª temporada de la franquicia Super Sentai Series,  producida por Toei Company y emitida en TV Asahi desde el 16 de febrero de 2025. Destaca por ser la serie que celebra el 50° aniversario de la franquicia, además de introducir a la primera guerrera femenina en usar el color negro.

## Argumento
La "Guerra del Universo" fue un conflicto a gran escala que involucró a 49 Super Sentai de múltiples universos y sus mechas contra una amenaza simplemente conocida como "La Calamidad". Al borde de la derrota, los Sentai ofrecieron sus poderes, creando los "Anillos Sentai" para invocar al salvador definitivo Tega Sword, quien destruyó la Calamidad pero también provocó la destrucción y recreación del universo con los anillos esparcidos por el cosmos.
Algún tiempo después, cinco marginados de la sociedad reciben la oportunidad de cambiar sus vidas cuando Tega Sword los elige para transformarse en el 50.º Super Sentai, los Gozyugers, quienes tienen la tarea de reunir los Anillos Sentai y al que los reúna todos se le concederá un deseo, lo que inicia una competencia no solo entre el grupo, sino contra los No.1 World Buraidan, una organización malvada que se interpone en su camino.

## Personajes

### Gozyugers
- Hoeru Tōno (遠野 吠 Tōno Hoeru?)/GozyuWolf (ゴジュウウルフ Gojū Urufu?): Su color es el rojo. Es un “rezagado” sin familia ni amigos, que pasa de un trabajo a tiempo parcial a otro porque lo despiden fácilmente de sus trabajos debido a su comportamiento desenfrenado. Hoeru es antipático y tiene una boca sucia. Es impulsivo y difícil de abordar, pero en el fondo es un buen tipo. Desde un cierto incidente en el pasado, ha vivido su vida sin un deseo, por lo que no tiene ningún deseo que quiera cumplir. Tiene la costumbre de aullar cuando está de buen humor, particularmente cuando se transforma.[2]
- Rikuo Byakuya (百夜 陸王 Byakuya Rikuo?)/GozyuLeon (ゴジュウレオン Gojū Reon?): Su color es el azul. Rikuo es un ídolo genio lleno de carisma. Un complaciente y un ex "súper ídolo" que es amable tanto con mujeres como con hombres. Después de un incidente, lo echaron de su oficina y se convirtió en un rezagado. Es un estratega y hábil para manipular a la gente. A veces es demasiado confiado, pero también hace un esfuerzo para demostrarlo.[3]
- Ryugi Bakugami (暴神 竜儀 Bakugami Ryugi?)/GozyuTyranno (ゴジュウティラノ Gojū Tirano?): Su color es el amarillo. Ryugi es un seguidor de Tega Sword que piensa que servirlo es la mayor felicidad. Es ingenuo y se mueve muy rápido, pero es muy fuerte. Originalmente criado en una familia estricta, se escapó de casa cuando se enteró de la existencia de Tega Sword y se convirtió en un paria de su familia debido a sus creencias poco ortodoxas.[4]
- Kinjirō Takehara (猛原 禽次郎 Takehara Kinjirō?)/GozyuEagle (ゴジュウイーグル Gojū Īguru?): Su color es el verde. Kinjiro es un "estudiante de secundaria parisino" que hace más trabajo de campo que cualquier otra persona. Es un paria que está alejado de su familia, pero eso no le importa mucho. Aunque en realidad es muy serio, quiere cambiar y pasa sus días trabajando para convertirse en una persona fiestera.[5] Su nombre real es Joji Takehara (魔原 譲二Takehara Jōji ) y es un hombre de 87 años a quien Tega Sword le dio la habilidad de rejuvenecer.
- Sumino Ichikawa (一河 角乃 Ichikawa Sumino?)/GozyuUnicorn (ゴジュウユニコーン Gojū Yunikōn?): Su color es el negro. Sumino es genial, pero también usa su encanto como arma cuando es necesario. Originalmente asistió a una academia de policía con aspiraciones de convertirse en oficial de policía, pero después de cierto incidente, sus colegas la condenaron al ostracismo y se convirtió en una paria. Ahora es una "detective de clase alta" muy conocida en su vecindario. Cuando no trabaja como detective, trabaja a tiempo parcial.[6]La razón por la que se convirtió en detective, fue para buscar a su hermana menor, quien fue secuestrada hace 8 años.
- Mashiro Kumade (熊手 真白 Kumade Mashiro?)/GozyuPolar (ゴジュウポーラー GojūPōrā?): Su color es el blanco. Es el anterior campeón de la Batalla por los Anillos, que tuvo lugar durante la Guerra del Universo. Siendo el primero en ganar la Guerra Universal, Kumade se muestra frívolo y extravagante. Sin embargo, bajo su aparente buena imagen, Kumade no es generoso ni sincero. También ha demostrado poseer un complejo de dios, ya que se refiere a sí mismo con el título de Dios y exclama su deseo de convertirse en un nuevo dios que reemplazara a TegaSword.[7]

### Aliados
- Tega Sword (テガソード Tega Sōdo?): es un ser consciente parecido a un dios. Por lo general, existe en secreto en forma de una mano derecha gigante. En el pasado, su poder se dividió en innumerables anillos debido a la Guerra del Universo. Los anillos se sienten atraídos por las personas que tienen fuertes deseos. Por lo tanto, Tega Sword patrocina la Batalla por los Anillos, en la que los anillos hacen un contrato con las personas que han elegido y deciden quién será su número uno.
- Saori Iijima (飯島 佐織 Ījima Saori?): Es la cuidadora de la casa donde vive Hoeru y la dueña del café Half Century.
- GoodeBurn (グーデバーン Gūdebān?): es el príncipe de Buridan, nacido del matrimonio de la reina TegaJune y TegaSword, y socio de Mashiro Kumade.

### Arsenal
- Anillos Sentai (センタイリング Sentai Ringu?): Son la manifestación del poder de Tega Sword y los Guerreros Sentai que lucharon en la Guerra del Universo. Funcionan como dispositivo de transformación de los Gozyugers
- WolfDecalibur50 (ウルフデカリバー50ゴー Urufudekaribāgō?): Es el arma personal de GozyuWolf, con forma de espada
- Leon Buster 50 (レオンバスター50ゴー Reon Basutā Gō?): Es el arma personal de GozyuLeon, con forma de ametralladora
- Tyranno Hammer 50 (ティラノハンマー50ゴー Tirano Hanmā Gō?): Es el arma personal de GozyuTyranno, con forma de martillo
- Eagle Shooter 50 (イーグルシューター50ゴー Īguru Shūtā Gō?): Es el arma personal de GozyuEagle, con forma de arco
- Unicorn Drill 50 (ユニコーンドリル50ゴー Yunikōn Doriru Gō?): Es el arma personal de GozyuUnicorn, con forma

de taladro
- Bear Kuma 50 (ベアックマ50ゴー Beakumagō?): Es el arma personal de GozyuPolar, con forma de pistola bláster
- OrcaBooster5050 (オルカブースター！50ゴー50ゴー！ Orukabūsutā! Gōgō!?): Es una pistola bláster usada por GozyuWolf como arma y dispositivo de transformación en su forma Wild Gozyuwolf

### Mechas
- Giant God Tega Sword (巨神テガソード Kyoshin Tega Sōdo?): Es el mecha principal de los Gozyugers. Destaca porque solo requiere un piloto y tiene una formación específica para cada uno de los Gozyugers, cuatro de las cuales comprenden sus armas unidas al cuerpo principal.
  - Tega Sword Red (テガソードレッド Tega Sōdo Reddo?): Es el mecha personal de GozyuWolf. Es hábil en el combate equilibrado. Lucha con ataques afilados reflejando el estilo de lucha feroz de GozyuWolf.
  - Tega Sword Yellow (テガソードイェロー Tega Sōdo Ierō?): Es el mecha personal de GozyuTyranno. Es hábil en el combate brutal. Reflejando el feroz estilo de lucha de GozyuTyranno, lanzando poderosos golpes con los brazos.
  - Tega Sword Blue (テガソードブルー Tega Sōdo Burū?): Es el mecha personal de GozyuLeon. En esta forma, Tega Sword es hábil en el combate con armas de fuego. Reflejando el estilo de GozyuLeon basado en armas.
  - Tega Sword Green (テガソードグリーン Tega Sōdo Gurīn?): Es el mecha personal de GozyuEagle. En esta forma, Tega Sword es experto en combate aéreo. Imitando el estilo de lucha libre de GozyuEagle, utiliza poderosas técnicas de patada que desatan ráfagas de corte con patadas giratorias a gran velocidad.
  - Tega Sword Black (テガソードブラック Tega Sōdo Burakku?): Es el mecha personal de GozyuUnicorn. En esta forma, En esta forma, Tega Sword es experto en el combate de justas. Imita el estilo de lucha tranquilo y sereno de GozyuUnicorn.
- Giant God GoodeBurn (巨神グーデバーン Kyojin Gūdebān?): Es el mecha personal de GozyuPolar. Imitando el estilo de lucha de GozyuPolar, basado en el boxeo, su especialidad es una rápida descarga de golpes de aire frío
- TegaSword DekaClaw (テガソードデカクロウ Tegasōdo Deka Kurou?): Es la combinación de TegaSword, el WolfDecalibur50 y el Anillo Sentai Rojo de TegaSword. Sirve como el segundo Robo Gigante principal de GozyuWolf. En esta forma, TegaSword es experto en ataques de garra mejorados, reflejando el feroz estilo de lucha de GozyuWolf.
- TegaSword Akatsuki (テガソードアカツキ Tegasōdo Akatsuki?): Es la combinación de TegaSword, el OrcaBooster5050 y el anillo TegaSword Akatsuki Sentai. Actúa como el Robo Gigante de Wild GozyuWolf.

### No.1 World Buraidan
Los No.1 World Buraidan (ノーワンワールド ブライダン Nō Wan Wārudo Buraidan?) Son una organización malvada que se opone a los Gozyugers.
- Reina TegaJune (クイーンテガジューン Kuīn Tegajūn?): Es la líder de los No.1 World Buraidan. Una inteligencia artificial creada por humanos a imagen y semejanza de TegaSword, con un poder de creación igual al de esta. Su objetivo es reunir todos los Anillos Sentai y casarse con TegaSword, lo que provocaría el fin del mundo.
- Fire Candle (ファイヤキャンドル Faiya Kyandoru?): Es el líder de la fuerza de ataque especial de los No.1 World Buraidan. Tiene una rivalidad con GozyuWolf.
- Bouquet (ブーケ Būke?): Es la capitana técnica de los No.1 World Buraidan. Está enamorada de Rikuo, pero odia a GozyuLeon, sin saber que ambos son la misma persona.
- Mr. Shining Knife (Mr.シャイニングナイフ Misutā Shainingu Naifu?) y Mrs. Sweet Cake (Mrs.スイートケーク Misesu Suīto Kēku?): Son una pareja fusionada en un solo cuerpo debido a su retorcido amor mutuo. Son los capitanes de estrategia de los No.1 World Buraidan.
- Kuon (クオン?)/Ring Hunter Garyudo (リングハンター・ガリュード Ringu Hantā Garyūdo?): Nacido como Hisamitsu Tōno (遠野 久光 Tōno Hisamitsu?), es el joven presidente de  Kuon AI Konzern y hermano mayor perdido de Hoeru. Kuon se muestra narcisista y megalómano. No tolera el fracaso y a menudo se burla de quienes fracasan constantemente. Su megalomanía se manifiesta al considerar a Hoeru simplemente como su marioneta (a pesar de su retorcido amor por él) y a los Guerreros del Universo invocados como sus sirvientes.
- Aryee (アーイー Āī?): Son los soldados de campo de los No.1 World Buraidan. están armados con espadas en forma de botella de vino.

## Episodios
1. ¡Salvador No.1! (救世主ナンバーワン! Kyūseishu Nanbā Wan!?)[8]
2. ¡Atrapa el tesoro! Es mi presa (ブン捕れお宝! 俺の獲物だ Bun Tore Otakara! Ore no Emono da?)[9]
3. ¡El jefe de Japón! ¡Soy el primer ministro! (日本のドン！私が総理！ Nihon no Don! Watashi ga Sōri!?)[10]
4. Hora de fiesta ☆ Viejo soñador (パーリィタイム☆夢見るじじい Pāryi Taimu ☆ Yumemiru Jijī?)[11]
5. ¡Recupera tu alma! No dejes que los problemas te impidan avanzar (取り戻せ魂ソウル! スミにおけないお節介 Torimodose Sōru! Sumi ni Okenai Osekkai?)[12]
6. ¡La batalla final! La gran aventura del castillo de Tokonatsu (決戦!常夏城の大冒険 Kessen! Tokonatsu-jō no Dai Bōken?)[13]
7. ¡Anímense! ¡Únanse, Gozyugers! (心ときめけ! 結集、ゴジュウジヤー! Kokoro Tokimeki! Kesshū, Gojūjā!?)[14]
8. Entre el bien y el mal, el cazador de anillos (正邪ゆらめく、指輪の狩人 Seija Yurameku, Yubiwa no Kariudo?)[15]
9. Lobo inquebrantable (アンブレイカブル・ウルフ Anbureikaburu Urufu?)[16]
10. ¡Vamos, vamos, vamos! ¡Showa ha llegado! (イケイケドンドン！昭和が来た！ Ikeikedondon! Shōwa ga Kita!?)[17]
11. ¡Desata la naturaleza! El señor de las bestias toca su flauta. (解き放て野生！ 野獣遣いが笛を吹く Tokihanate Yasei! Yajū-tsukai ga Fuewofuku?)[18]
12. ¡¡¡Demonio, ruge!!! (邪鬼、吼える！！ Jaki, Hoeru!!?)[19]
13. ¡Asistente de limpieza, corre! Los modales de Ryugi (家政婦激走！ 竜儀の流儀マナー Kasei-fu Gekisō! Ryūgi no Manā?)[20]
14. ¡El Sirviente Sagrado, la Leyenda de TegaSword! (神聖従者と、テガソード伝説！ Shinsei Jūshato, Tegasōdo Densetsu!?)[21]
15. Detengan a la novia de junio (ストップ・ザ・ジューンブライド Sutoppu Za Jūn Buraido?)[22]
16. Verdadero Salvador No.1! (真・救世主ナンバーワン！ Shin Kyūseishu Nanbā Wan!?)[23]
17. ¡Brilla con fuerza! ¡Día deportivo n.° 1! (キラッと輝け！ ナンバーワン運動会！ Kiratto Kagayake! Nanbā Wan Undōkai!?)[24]
18. ¡Misterio de Medicina! El detective está en el pueblo (ミステリＧＰグランプリ！ 探偵は里にいる Misuteri Guran Puri! Tantei wa Sato ni Iru?)[25]
19. ¡WhiteBurn con dos corazones! (ふたつの心でホワイトバーン！ Futatsu no Kokoro de Howaitobān!?)[26]
20. ¿En serio lo de Gyaru? ¿Oto cambió su personaje? (ギャルに真剣！ 緒乙はキャラ変！？ Gyaru ni Shinken! Oto wa Kyara hen!??)[27]
21. ¡Espíritu festivo ardiente! ¡TegaSword VERANO! (燃えるお祭り魂！ テガソードＳＵＭＭＥＲサマー！ Moeru Omatsuri Tamashī! Tegasōdo Samā!?)[28]
22. ¿Beneficio? ¿Molestia? ¡Así se ahorra dinero! (おトク？迷惑？これが節約！ Otoku? Meiwaku? Kore ga Setsuyaku!?)[29]
23. ¡La estrella solitaria, lobo despertado! (孤独な超新星スター、覚醒ウルフ！ Kodokuna Sutā, Kakusei Urufu!?)[30]
24. El ladrón que causa revuelo en la escuela (学園を騒がす快盗さ Gakuen o Sawagasu Kaitō sa?)[31]
25. ¡La valiente policía está libre de culpa! (根性警察、晴れ渡る！ Dokonjō Keisatsu, Harewataru!?)[32]
26. ¡Cerca del secreto! Hoeru Tono es un nuevo empleado. (秘密に密着！ 遠野吠は新入社員 Himitsu ni Mitchaku! Tōno Hoeru wa Shin'nyū Shain?)[33]

### Películas
- Super Sentai Universe War: No.1 Sentai Gozyuger Episode 0 (スーパー戦隊・ユニバース大戦 ～ナンバーワン戦隊ゴジュウジャー Episode 0～ Sūpā Sentai Yunibāsu Taisen: Nanbā Wan Sentai Gojūjā Episōdo Zero?): Especial que actúa como prólogo de la serie. Estrenado el 2 de febrero de 2025.

## Reparto
- Hoeru Tōno: Mio Fuyuno
- Rikuo Byakuya: Hideharu Suzuki
- Ryugi Bakugami: Masakazu Kanda
- Kinjirō Takehara: Jin Matsumoto
- Sumino Ichikawa: Maya Imamori
- Mashiro Kumade: Kaiki Kimura
- Saori Iijima: Noriko Nakagoshi
- GoodeBurn: KENN
- Reina TegaJune: Yukana
- Fire Candle: Daisuke Sanbongi
- Bouquet: Marupi
- Mr. Shining Knife: Tomokazu Sugita
- Mrs. Sweet Cake: Reina Ueda
- Kuon: Karuma
- Tega Sword, Narrador: Yūki Kaji

## Temas Musicales

### Tema de apertura
- Winner! Gozyuger! (WINNER！ゴジュウジャー！, Winā! Gojūjā!?)
  - Letra, composición y arreglos: Tamaya 2060%
  - Intérprete: Wienners

### Tema de cierre
- Biribiri Be-lie-ving (ビリビリBe-lie-ving, Biribiri Birībingu?)
  - Letra: Shōko Fujibayashi
  - Composición y arreglos: Mio Kimura
  - Intérprete: Miyu Kaneko

### Producción
La marca comercial de la serie fue presentada por Toei Company el 24 de octubre de 2024.